# Lāvīsān
Lāvīsān (persiska: لاويسان) är en ort i Iran.   Den ligger i provinsen Kurdistan, i den nordvästra delen av landet, 500 km väster om huvudstaden Teheran. Lāvīsān ligger 1 645 meter över havet och antalet invånare är 220.
Terrängen runt Lāvīsān är huvudsakligen kuperad, men västerut är den bergig.Runt Lāvīsān är det ganska tätbefolkat, med 60 invånare per kvadratkilometer. Närmaste större samhälle är Sarvābād, 15,3 km sydväst om Lāvīsān. Trakten runt Lāvīsān består i huvudsak av gräsmarker.